# Concurso Nacional de Literatura
El Concurso Nacional de Literatura fue un certamen literario anual convocado por la Casa de la Cultura Ecuatoriana, núcleo del Guayas. Cada año el concurso cambiaba el género de la convocatoria junto con la denominación oficial del centarmen. Las distintas denominaciones del concurso eran:
- Concurso Nacional de Literatura género novela "Ángel Felicísimo Rojas"[2]
- Concurso Nacional de Literatura género cuento "Luis Félix López"[1]
- Concurso Nacional de Literatura género poesía "David Ledesma Vásquez"[3]

## Lista de ganadores
| Ganadores del Concurso Nacional de Literatura | Ganadores del Concurso Nacional de Literatura | Ganadores del Concurso Nacional de Literatura | Ganadores del Concurso Nacional de Literatura                            | Ganadores del Concurso Nacional de Literatura | Ganadores del Concurso Nacional de Literatura |  |
| Edición                                       | Año                                           | Género                                        | Obra                                                                     | Autor                                         | Menciones de honor |  |
| --------------------------------------------- | --------------------------------------------- | --------------------------------------------- | ------------------------------------------------------------------------ | --------------------------------------------- | --- |  |
| I                                             | 1996                                          |                                               |                                                                          |                                               | |  |
| II                                            | 1997                                          | Poesía                                        | Palincesto                                                               | Marcelo Báez                                  | |  |
| III                                           | 1998                                          | Cuento                                        | Tarda en morir el tiempo                                                 | Luis Félix López                              | |  |
| IV                                            | 1999                                          | Novela                                        | Los senderos de Emaús                                                    | Hans Behr                                     | |  |
| V                                             | 2000                                          | Teatro                                        | Souflé de rosas                                                          | Cristian Cortez Galecio                       | |  |
| VI                                            | 2001                                          | Ensayo                                        | Conflicto y literatura                                                   | Fausto Aguirre                                | |  |
| VII                                           | 2002                                          | Poesía                                        | No hay peor calamidad, desfachatez, infatuamiento que un poeta enamorado | Dalton Osorno                                 | - Masturversos de Omar Balladares - Maquillaje para un muerto de Cristian Avecillas - Luis Carlos Mussó - El trazado del tiempo de Ángel Emilio Hidalgo - Franklin Ordóñez |  |
| VIII                                          | 2004                                          | Cuento                                        | Historias de aerosol                                                     | Álex Ron Melo                                 | - Qué bien paga el diablo a sus devotos de Raúl Serrano Sánchez - Mañana voy a Barcelona a suicidarme de Ángel Zambrano Mendoza |  |
| IX                                            | 2005                                          | Novela                                        | Jet Lag                                                                  | Marcelo Báez                                  | |  |
| X                                             | 2007                                          | Poesía                                        | Evohé                                                                    | Luis Carlos Mussó                             | - Viaje a la mansedumbre de Juan José Rodríguez - Al otro lado de un espejo roto de Tyrone Maridueña |  |
| XI                                            | 2008                                          | Cuento                                        | Surcos obtusos                                                           | Juan Carlos Cucalón                           | - El despertar de Gea de Óscar Tomsich - Los cuentos del capitán de Víctor Arias |  |
| XII                                           | 2009                                          | Novela                                        | Luz literal                                                              | Luis Carlos Mussó                             | - Guasmo sur de Fernando Naranjo Espinosa - El último bolero de la dama de rojo de Raúl Serrano Sánchez - Septiembre de Luis Alberto Bravo |  |
| XIII                                          | 2010                                          | Poesía                                        | Vaticinios del tiempo y las memorias                                     | Carlos Villacís                               | - Del huerto cercado de Jaime Gallo Santacruz - Polvo de los nombres James Martínez Torres |  |
| XIV                                           | 2011                                          | Cuento                                        | Buen fuego                                                               | Silvia Poveda                                 | - Lo que ayer parecía nuestro de Raúl Serrano Sánchez - Miss Frankenstein de Juan Pablo Castro |  |
| XV                                            | 2012                                          | Novela                                        | Las luces de la felicidad                                                | Hans Behr                                     | - Las máscaras extrañas Max Ivo Vega Mora - Días de fuego de Juan Pablo Castro - La genial orden de los cazadores de Bartlebys de Luis Alberto Bravo |  |
| XVI                                           | 2013                                          | Poesía                                        | Cuadernos romanos                                                        | Marcelo Báez                                  | - Un día frío de Luis Alberto Bravo - Fulgor de los proscritos de Javier Lara - Grandes preguntas de Josué Durán |  |
| XVII                                          | 2014                                          | Cuento                                        | Crueles cuentos para niños viejos                                        | Juan Pablo Castro                             | - Los lobos del Sur de Luis Salvador Jaramillo - Rojo sobre tamarindo de Mariela Morales |  |
| XVIII                                         | 2015                                          | Novela                                        | Que te desnude el viento                                                 | Raúl Serrano Sánchez                          | - El manantial escondido de Luis Salvador Jaramillo - Murió la flor de Ernesto Torres Terán |  |
| XIX                                           | 2016                                          | Poesía                                        | Libro Hémbrico                                                           | Andrea Crespo                                 | - Born un South de Luis Carlos Mussó - Celebración de la Memoria de Siomara España - Mapa no es territorio de Diego Joaquín Salazar - El libro prohibido de la dinastía Tang de Augusto Rodríguez |  |
| XX                                            | 2017                                          | Cuento                                        | Pequeña enciclopedia de seres incompletos                                | Martín Torres Quezada                         | - Centauro negro y otros intentos de fuga de Jorge Velasco Mackenzie - La primera vez que vi un fantasma de Solange Rodríguez - Fábrica de maleantes y otras vidas imaginarias de Roberto Ramírez Paredes                                                                                                  |  |
| XXI                                           | 2019                                          | Novela                                        | El sueño de un arcángel                                                  | Juan Carlos Moya                              | |  |
| XXII                                          | 2023                                          | Poesía                                        | Capturas de luz                                                          | Lucía Orellana Bajaña                         | - “Sanfrancia: Spin-off poético sobre el Goreísmo” de John S. Chuquimarca. - “Un par de poesías urgentes” de Giovanny Mauricio Rubio Mera. - “Calzando espejismos” de Edwin Hugo Mena. - “Anclados en arena movediza”: Teodoro Leoncio Flores Carpio. - “El vuelo de las dolencias”: Henry López González. |  |
| XXIII                                         | 2024                                          | Poesía                                        | Las bases de un premio desierto                                          | Miguel Antonio Chávez                         | - “Mientras cierro la noche de un portazo” de Teodoro Leoncio Flores Carpio. - “Un par de poesías urgentes” de Giovanny Mauricio Rubio Mera. - “Álbumes de familia” de Evelyn Pacheco Silva. - Menciones: Giovanny Mauricio Rubio Mera y Leonardo Marcelo López Verdugo.                                   |  |